# Anna Le Moine
Anna Le Moine (n. 30 octombrie 1973, Sveg, Comitatul Jämtland, Suedia) este o jucătoare de curl ce a reprezentat Suedia, medaliată olimpică. A participat la 2 ediții ale Jocurilor Olimpice (2006, 2010) în care a câștigat două medalii de aur.